# Destacamento de Montaña n.º 3 "Yungay"

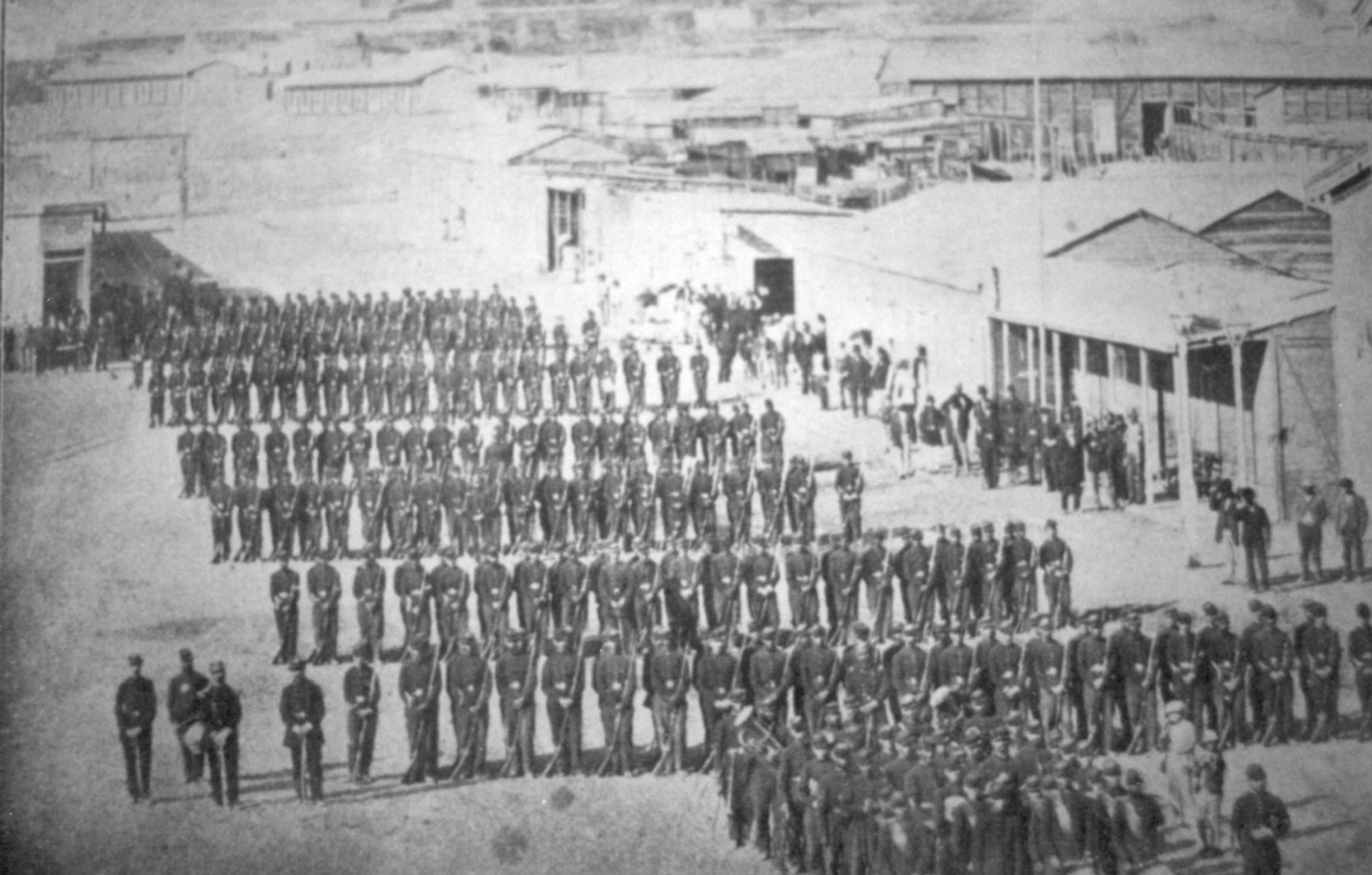
Regimiento N.º 3 en Antofagasta, 1879.

El Destacamento de Montaña N.° 3 "Yungay" es una unidad de la III División de Montaña del Ejército de Chile.

## Historia

### Guerra del Pacífico
Existía en 1879 como Batallón de Línea n° 3 y fue ampliado por decreto del 26 de marzo de 1879, durante la crisis que llevó a la Guerra del Pacífico, a la categoría de regimiento con el nombre de Regimiento de Línea n°3 y participó en la Asalto y Toma del Morro de Arica.
Gonzalo Bulnes sostiene que el regimiento, que había enrolado en Antofagasta a los chilenos expulsados de Perú y Bolivia, fue uno de los promotores del saqueo ocurrido durante la Expedición a Mollendo:
Sintomas de indisciplina se notaron desde que la division bajó a tierra especialmente en el rejimiento N° 3, formado con repatriados del Perú, con los espulsados del pais, echados casi a empujones a los botes, ellos i sus familias, al principio de la guerra, en espera de un vapor que los condujese a Chile. Eran las reliquias del éxodo de un pueblo de trabajadores repartido en las faenas del guano i del salitre, lanzados en plazo perentorio por el Gobierno de Prado, sin víveres, perdiendo sus escasos muebles i utensilios domésticos. Era conocido en el ejército el encono de esa tropa, i su resolucion de hacer pagar caros los ultrajes.: 148 

### Siglo XXI
Fue reorganizada como destacamento el 1 de enero de 2016 anteriormente organizada el 1 de enero de 2002; esta unidad (antiguamente dependiente de la II División de Ejército) es el resultado de la integración de los medios que componían el Regimiento de Infantería N.º 3 "Yungay" (San Felipe), el Regimiento de Infantería N.º 18 "Guardia Vieja" (Los Andes), el Regimiento de Ingenieros N.º 2 "Puente Alto" (Santiago) y parte de los medios del Grupo de Artillería General Escala del Regimiento de Infantería N.º 21 "Arica" (La Serena). Desde el 20 de diciembre de 2011 tiene la sede del cuartel general en la ciudad de Valdivia (Región de los Ríos), pasando el Regimiento Reforzado N.º 3 "Yungay" a pertenecer a la III División de Montaña del Ejército de Chile dejando casi 10 años de servicio a la guarnición de la II División de Ejército (actualmente llamada II División Motorizada)
Hoy esta unidad está conformada por:
- Batallón de Infantería Andino N.º 18 “Guardia Vieja”. (Ex Regimiento de Infantería de Montaña N.° 18 "Guardia Vieja".)
- Compañía de Ingenieros de Montaña N.º 2 “Puente Alto”. (Ex Regimiento de Ingenieros de Montaña N.° 2 "Puente Alto".)
- Batería de Artillería de Montaña N.º 2 “Arica”.
- Pelotón de Exploración Montado de Montaña.
- Sección de Telecomunicaciones "Los Andes"

Se considera que esta unidad es custodio y heredera de las tradiciones militares y símbolos históricos de estas unidades.
Su organización, despliegue, equipamiento y capacidades operativas se orientarán a consolidar una fuerza sustentable, completa y capacitada para cumplir sus misiones en el ámbito propio de un escenario de montaña.
Su fecha de celebración corresponde al 20 de enero, aniversario de la Batalla de Yungay.